# Un po' di febbre
Un po' di febbre è l'album d'esordio (da solista) di Mario Venuti, pubblicato nel 1994 dalla Cyclope Records (etichetta del talent scout catanese Francesco Virlinzi) e distribuito dalla Polydor.

## Tracce
1. Fortuna
2. Una perfetta canzone d'amore
3. Rosaspina
4. Il libro della terra
5. Viva
6. 'Nfinu c'agghionna
7. Sempreverde
8. Bianco su nero
9. Tele - quiz
10. Valzer della memoria
11. Fuori orario

## Formazione
- Mario Venuti - voce, flauto, sax, chitarra, tastiera, cori
- Dario Sulis - percussioni, voce, cori
- Tony Carbone - basso
- Allan Goldberg - programmazione
- Pino Patti - chitarra elettrica, cori
- Piero Chiaramonte - basso
- Roberto Terranova - tastiera, melodica, programmazione
- Joe Damiani - batteria
- Adriano Murania - violino